# 双村站
雙村站（：／ Ssangchon yeok */?）是光州地鐵1號線沿線的一座地下車站，位於韓國光州广域市西區雙村洞。

## 車站結構
站體為2面2線側式月台的地下車站，候車月台設有月台幕門，並有4處出口。

### 月台配置
| 花亭 ↑ |
| \| 上  |
| ↓ 雲泉 |

| 月台 | 路線               | 目的地   |
| ---- | ------------------ | -------- |
| 上行 | ●光州都市铁道1号线 | 鹿洞方向 |
| 下行 | ●光州都市铁道1号线 | 平洞方向 |

## 歷史
- 2004年4月28日：落成啟用。

## 車站周邊
- 光州世界盃競技場
- 西光州郵局
- 尚武市場
- 光州市衛生環境研究院
- 全南地方警察廳保安大隊
- 韓國農業協會雙村洞支社
- 韓國天主教大學終身學院

## 圖片

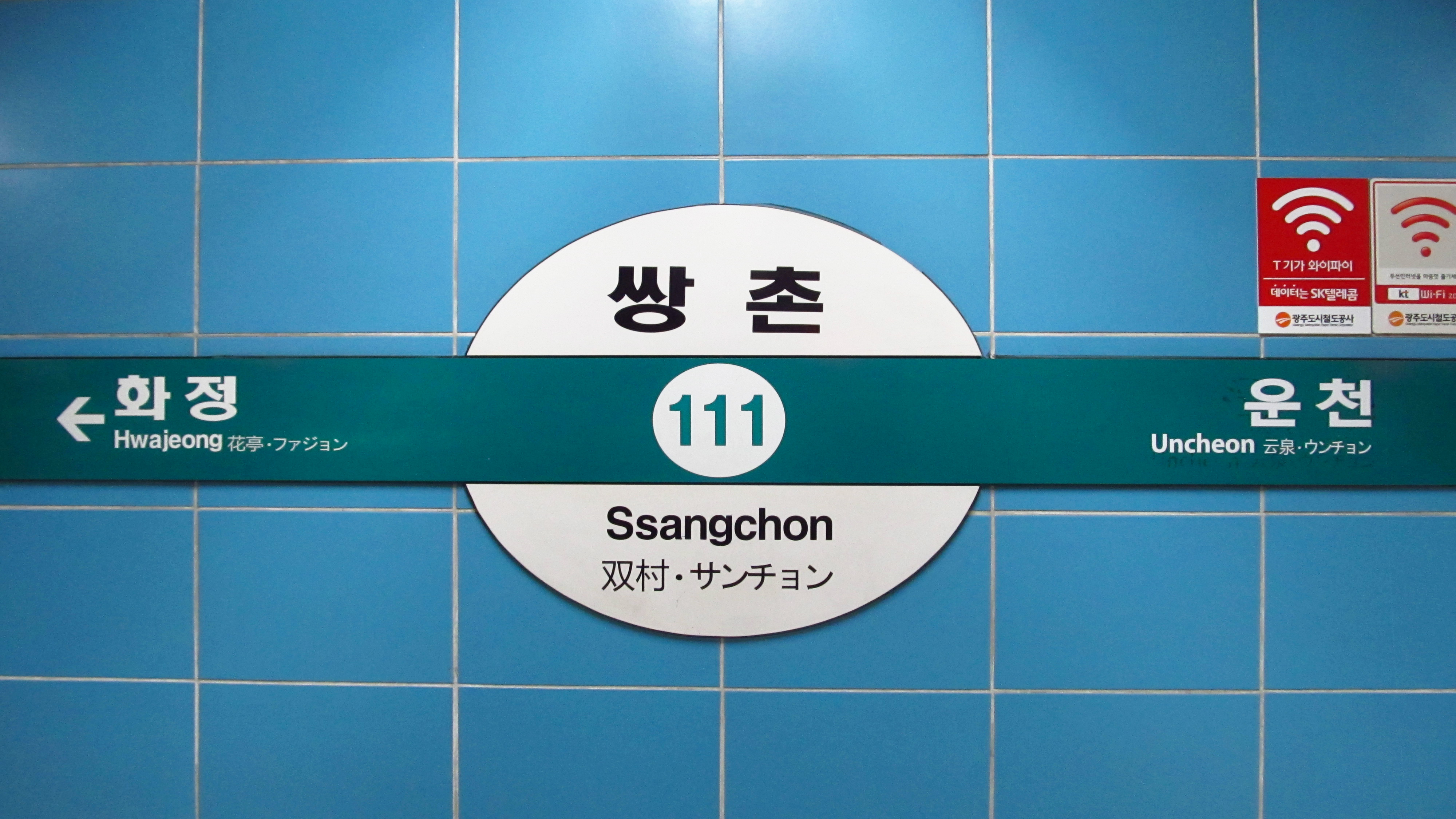
站名牌
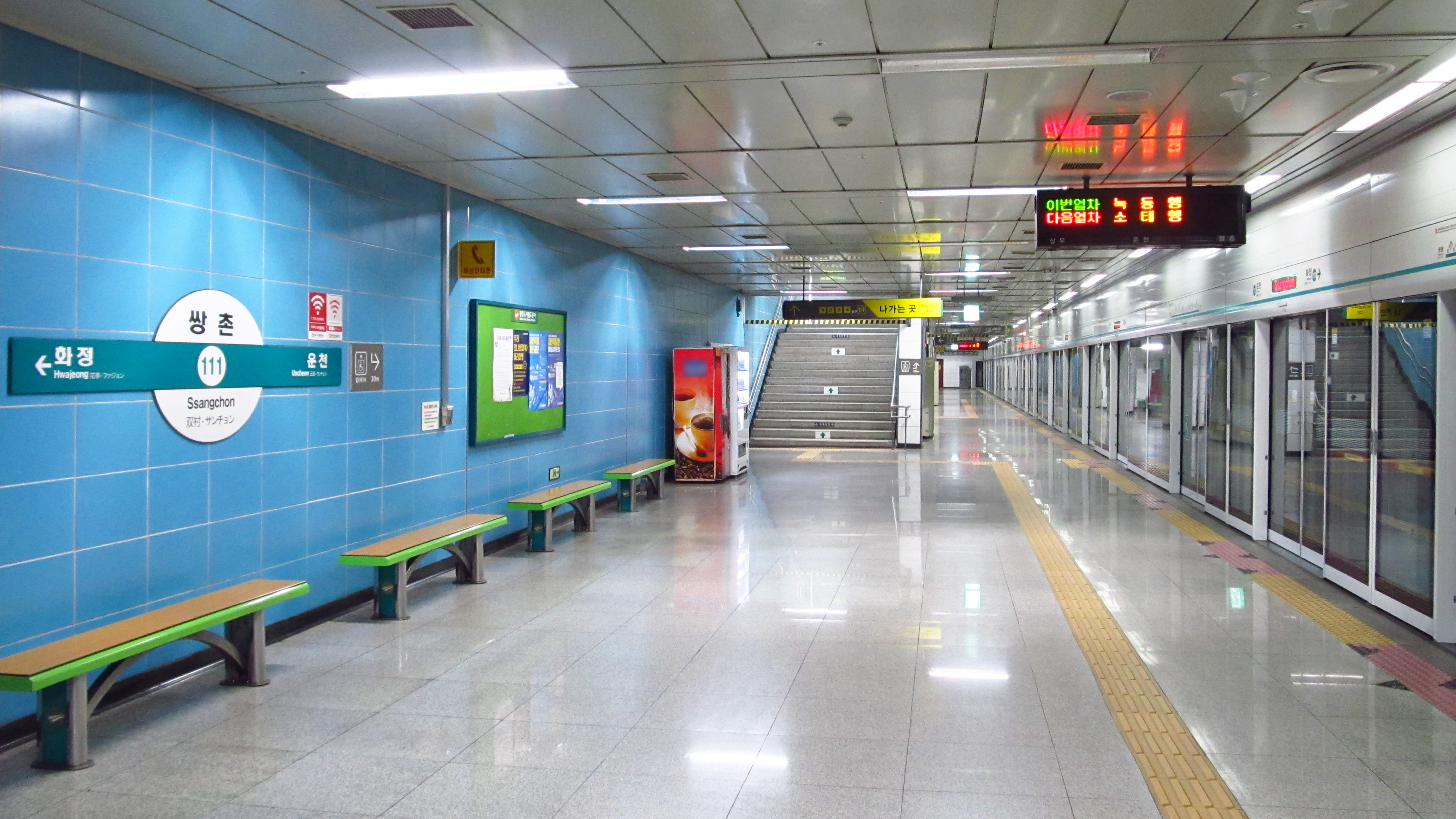
候車月台
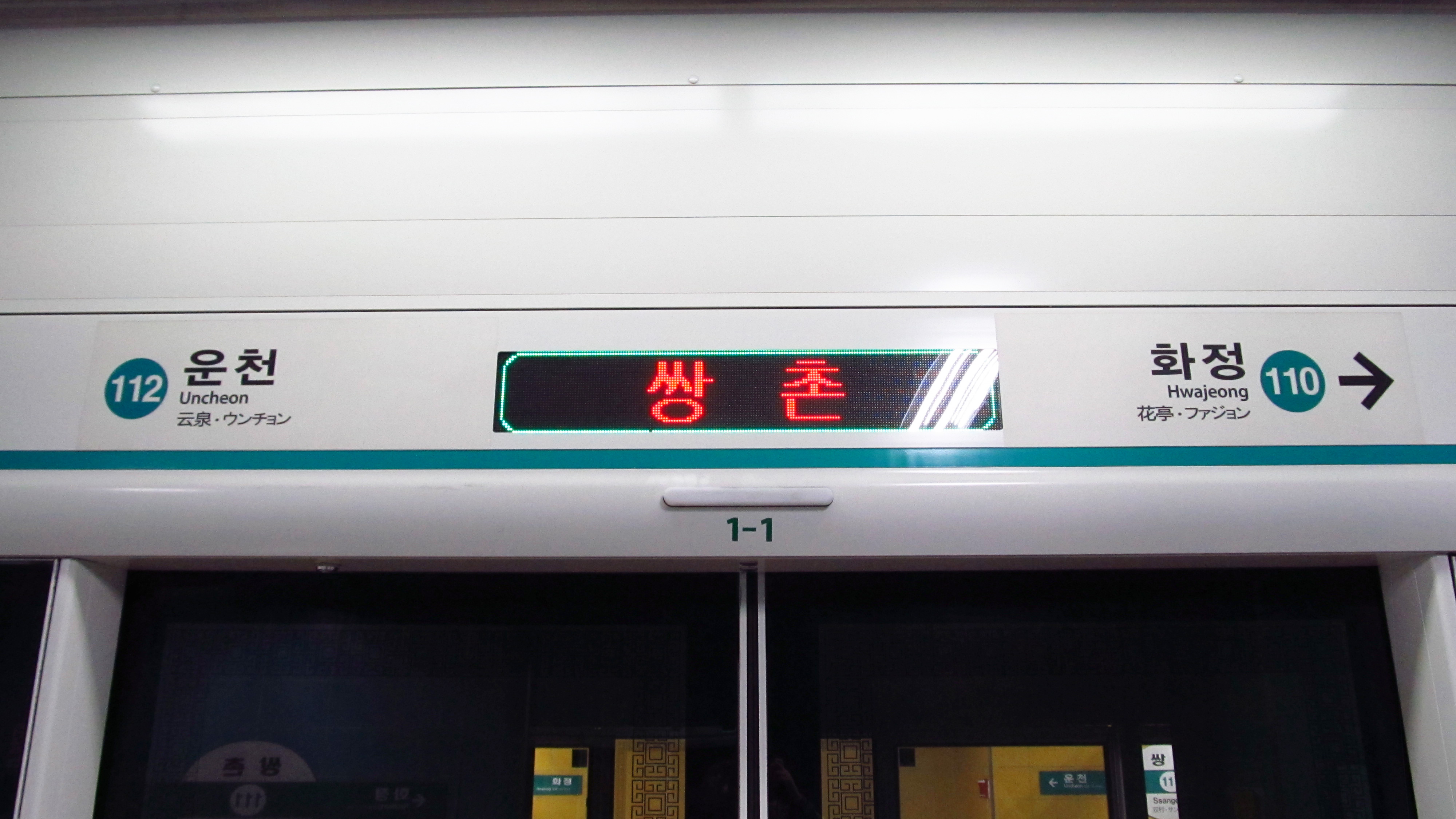
月台門資訊板
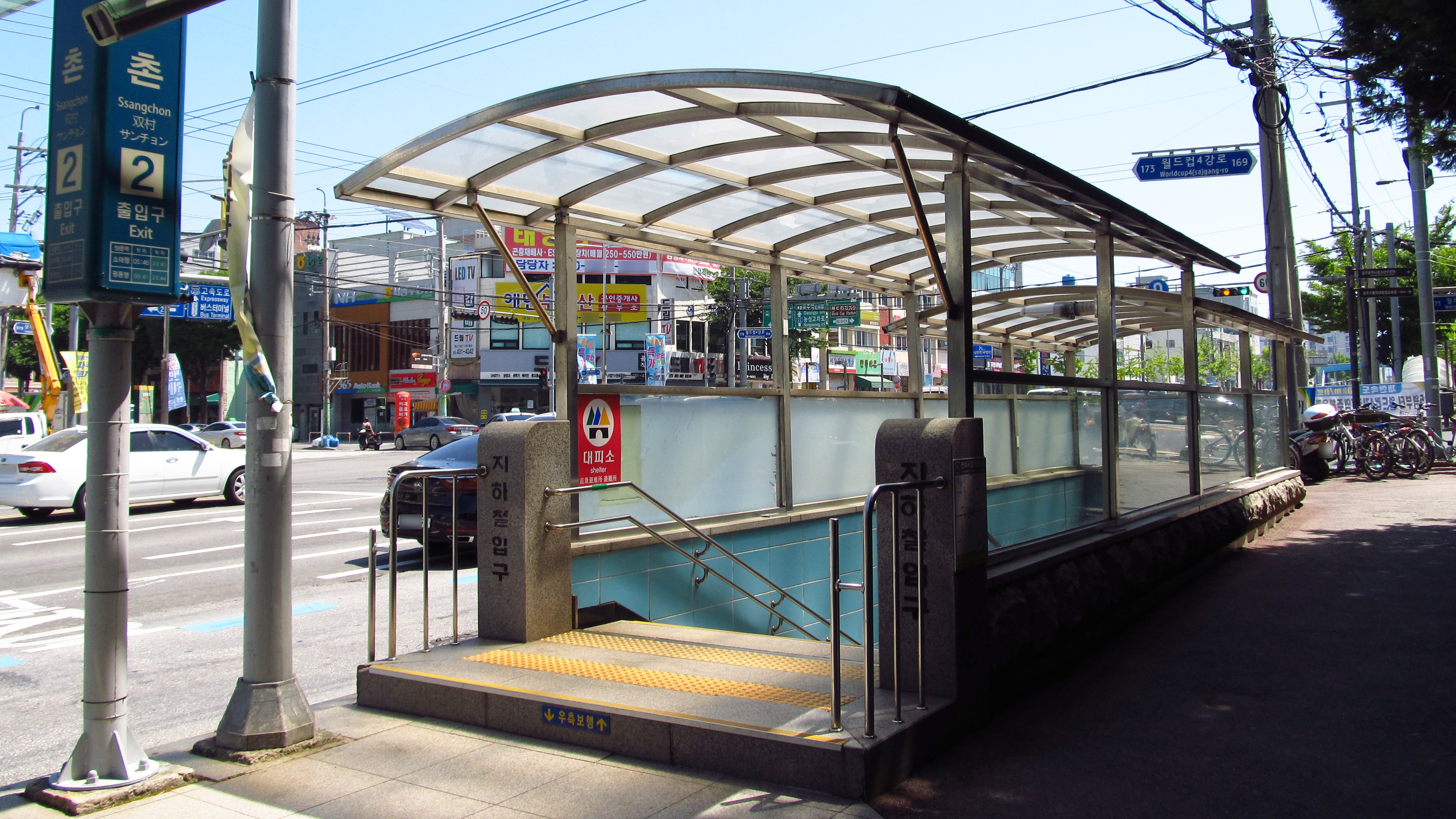
2號出口
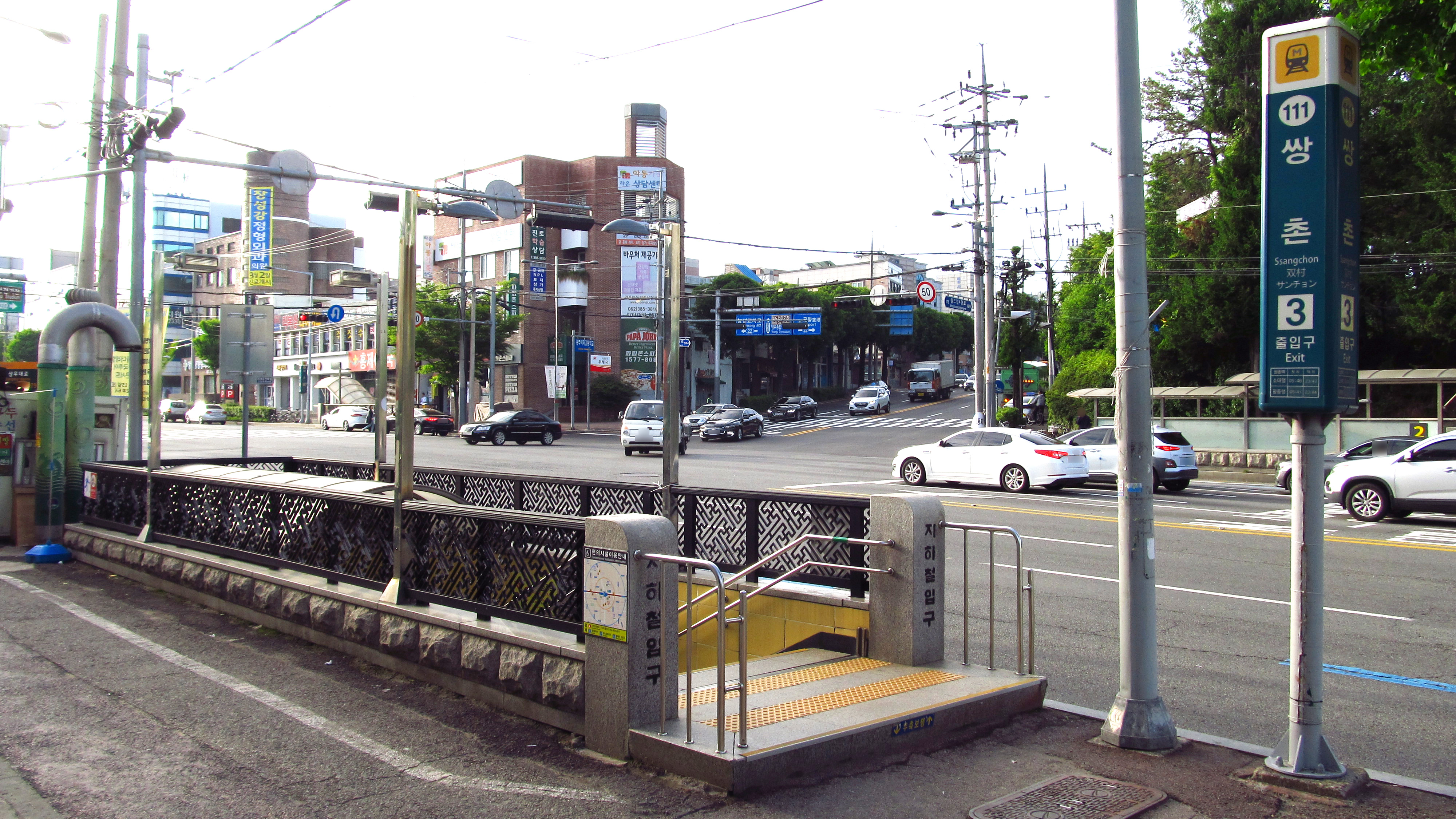
3號出口
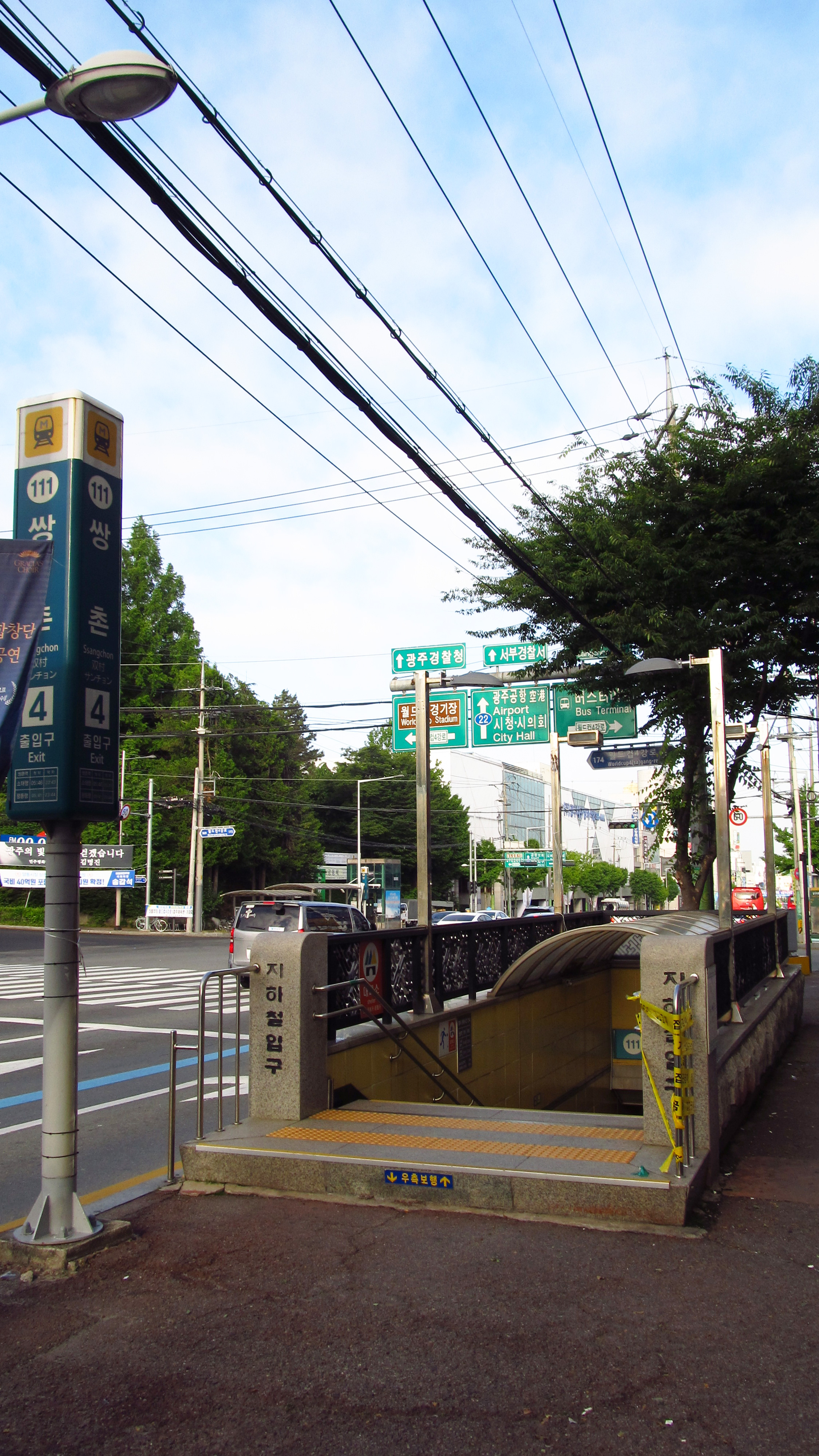
4號出口
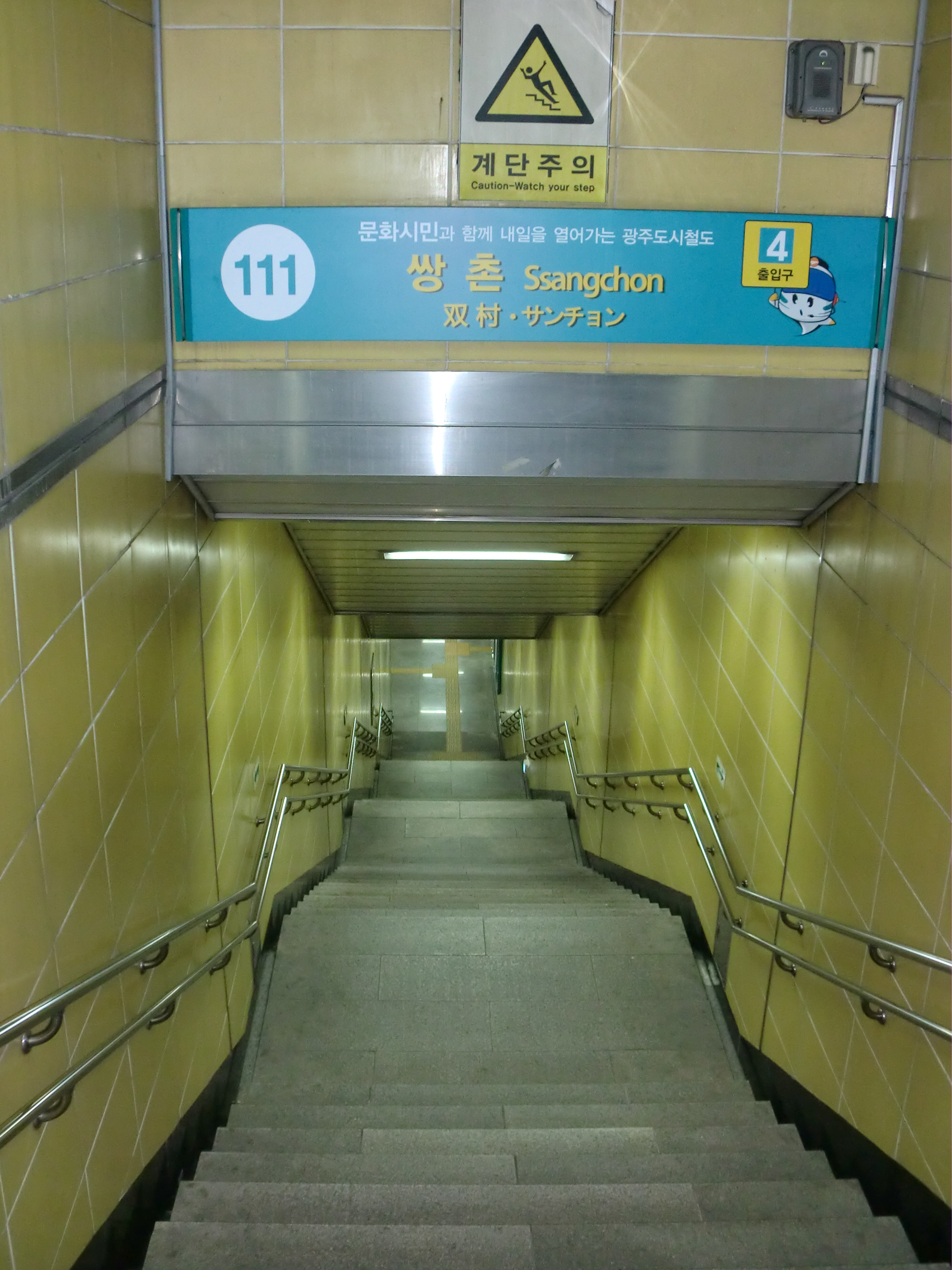
4號出口

## 相鄰車站
光州廣域市都市鐵道公社
●光州都市铁道1号线
花亭（110）－雙村（111）－雲泉（112）